# Біокаталіз
Біокаталіз (англ. biocatalysis) —
- 1. Прискорення хімічних перетворень речовин в організмі, зокрема за участю ферментів. Відбувається з утворенням проміжних комплексів субстрат-фермент. Здійснюється за м'яких умов і відзначається великою селективністю та ефективністю.
- 2. Використання біологічних систем чи їх компонентів для прискорення хімічних реакцій.